# Land Rover Range Rover Evoque

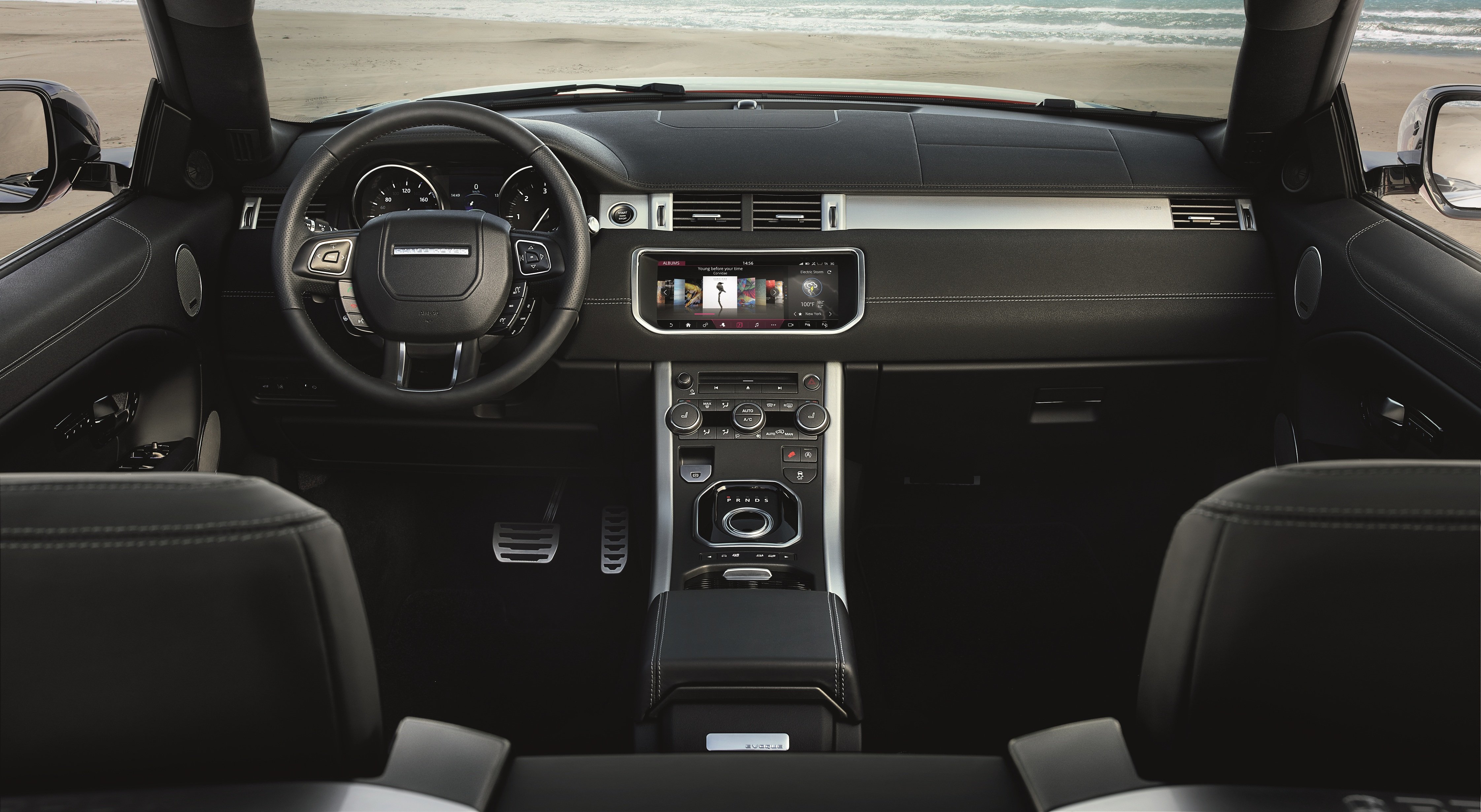
Interior da Evoque

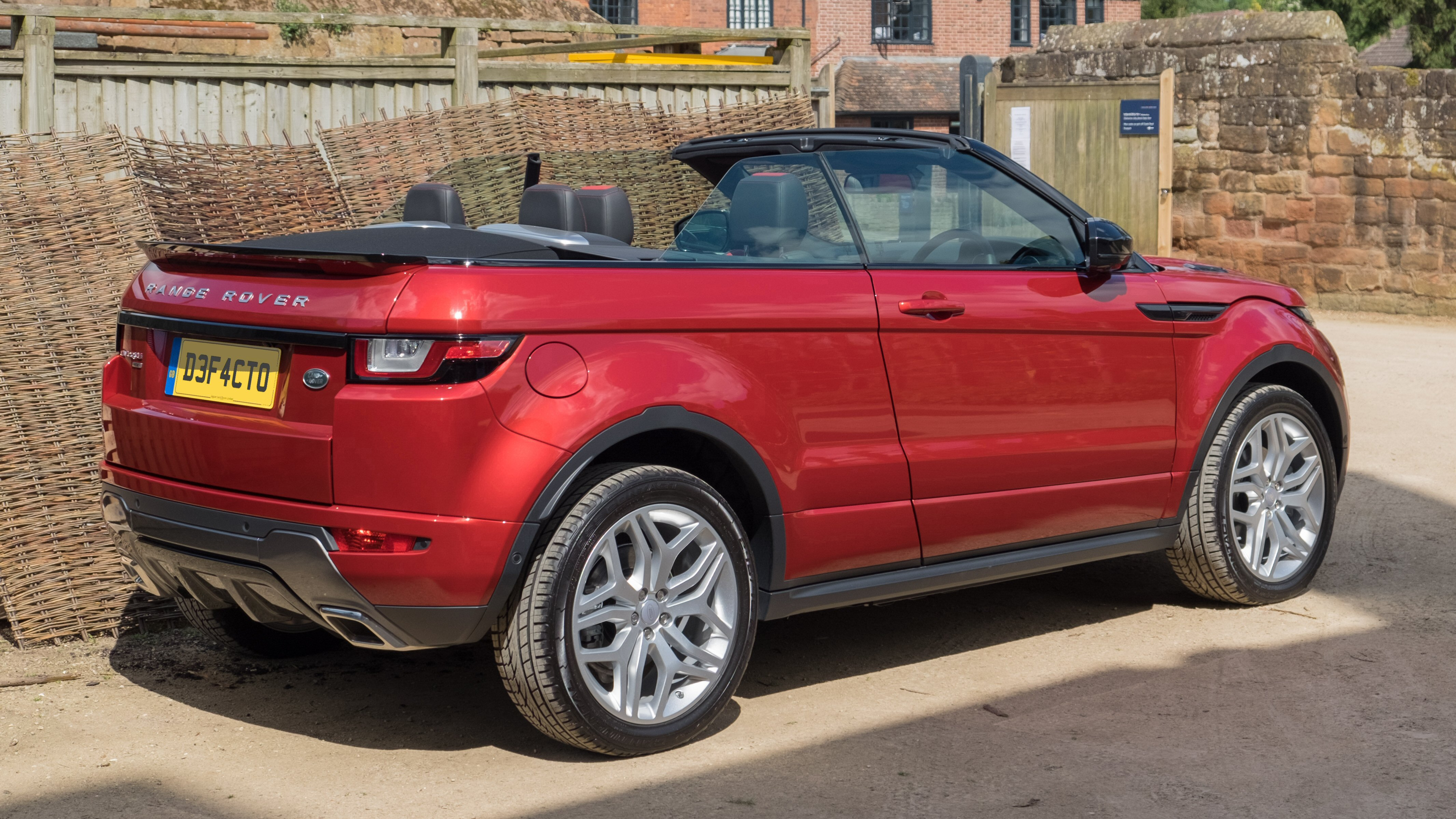
Modelo conversível da Evoque

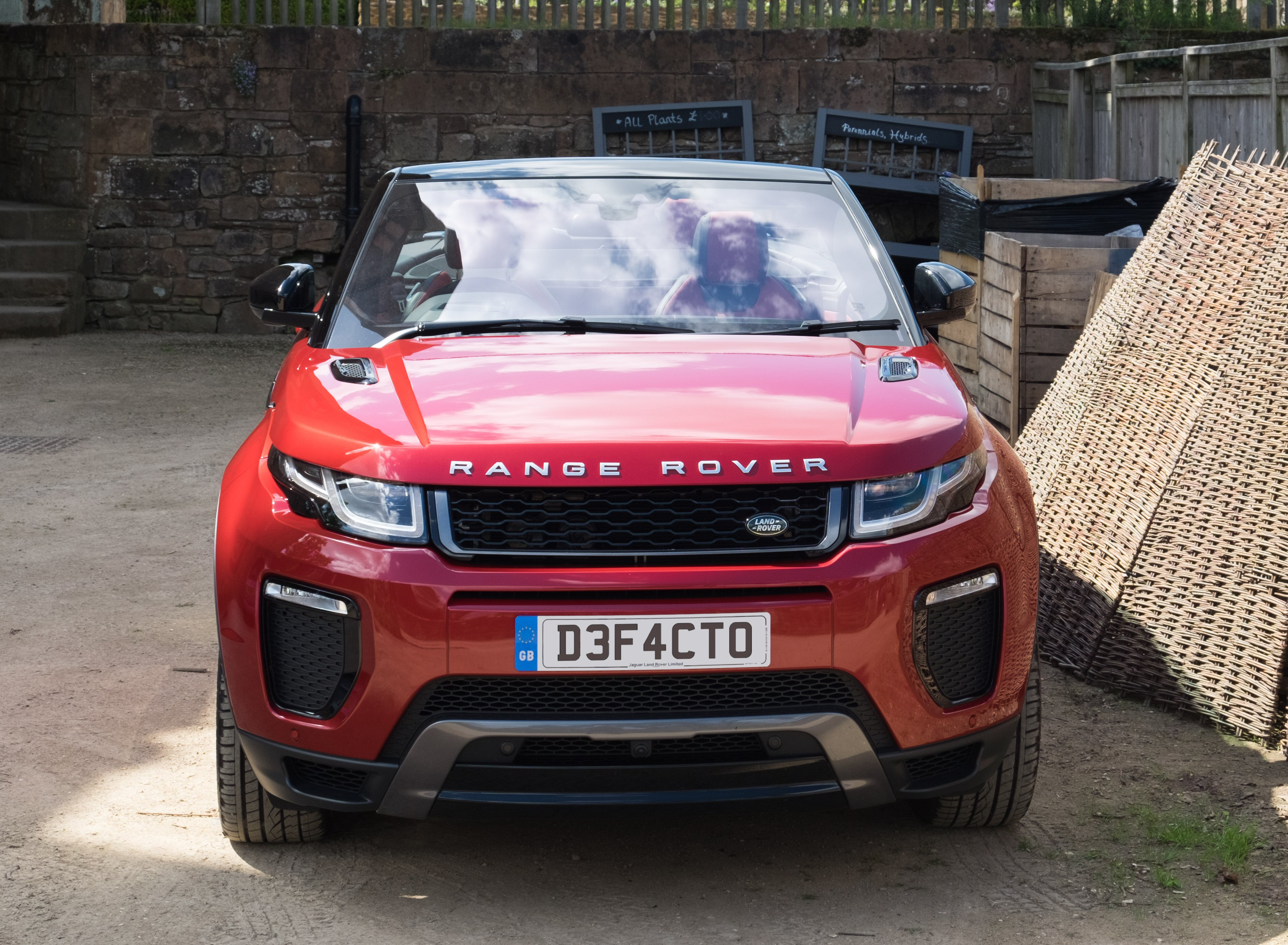
O modelo da Evoque a partir de 2016

O Range Rover Evoque é um utilitário esportivo compacto apresentado pela Land Rover em 1 de julho de 2010. O carro foi apresentado pela primeira vez em 2008 no salão de Detroit como conceito LRX.
O grande atrativo do Evoque é o seu design, que revolucionou o design dos carros da Land Rover.
O  Evoque a partir de 2016 teve uma repaginada (só que pequena) em seu visual. A Land Rover mudou somente o desenho do LED do faróis, que ficaram mais quadrados, a grade dianteira, as rodas e a posição dos faróis de milha, que ficaram mais altos. Atualmente o modelo mais completo da Evoque custa cerca R$ 273.800 ou US$ 51.800 nos EUA.

## Motor
O SUV compacto da Land Rover possui um belo motor de 240 cavalos de potência e um torque (em mkgf) de 34,7. Seu motor é um 2.0 turbo movido a diesel ou a gasolina, o que permite que o carro alcance 0 a 100 km/h em 7,6 segundos, com velocidade máxima de 217 km/h. Na segunda geração do modelo, que saiu em 2019, a potência foi aumentada para 300 cavalos, além de fazer um 0 a 100 em 6.8 segundos, quase 1 segundo a menos que a geração anterior.

## Tecnologia e conforto
Ele possui muita mordomia e tecnologia, como regulagem de banco elétrica, regulador de lombar, um GPS que para o passageiro ao lado possa ver um filme enquanto o motorista ouve uma música, um sistema de som de primeira qualidade da Meridian, acabamento de primeira qualidade com arremates bem feitos, carregador de celulares, sensores para todos os lados, câmeras como de ré, de retrovisores, e de para-lamas que giram 360 graus, faróis de xenônio, faróis de LED na dianteira e traseira, sistema de partida sem chave, faróis de neblina, uma luz debaixo dos retrovisores para que a pessoa olhe onde pisa a noite essas luzes projetam o desenho da Evoque no chão, ar condicionado, sensores de chuva para o para-brisa, teto solar panorâmico, aquecedores de banco, levantamento da tampa do porta-malas automático, controle de estabilidade, controle de tração, controle automático de descida,e o sistema TERRAIN RESPONSE, que possui botões que, ao selecionados, mudam o comportamento do carro para tipos de pisos como areia, lama, grama, o modo normal (usado quando não se está em nenhum desses terrenos) e o modo dinâmico, que é o modo especial, presente somente nas versões topo de linha da Evoque.

## Galeria
- Primeira geração (2011-2018)
- Segunda geração (2018-presente)